# 피아노 협주곡 F 장조
피아노 협주곡 바장조(Concerto in F)는 미국의 작곡가 조지 거슈윈이 1925년에 작곡한 피아노 협주곡이다.

## 개요
1924년 피아노 협주곡 작곡 당시 거슈윈은 랩소디 인 블루와 달리 이 작품은 거슈윈 자신이 직접 편곡하였다.
김연아는 밴쿠버 동계올림픽 프리 스케이팅 배경음악으로 이 협주곡의 전악장을 편곡해 사용하였다.

## 구성
일반 협주곡의 구성인 3악장으로 되어 있다.

## 악기 편성
- 독주 피아노
- 목관악기: 피콜로, 플루트2, 오보에2, 잉글리시 호른, 클라리넷2, 베이스 클라리넷, 바순2
- 금관악기: 호른4, 트럼펫3, 트롬본3, 튜바
- 타악기: 팀파니3(연주자 한 명, 32·29·26인치), 큰북, 튜블러 벨, 실로폰, 작은북, 우드블록, 채찍, 크래시 심벌즈, 서스펜드 심벌, 트라이앵글, 공
- 현악 5부